# Trearddur
Trearddur Bay o semplicemente Trearddur è una località balneare e comunità (community) del Galles nord-occidentale, situata a Holy Island, nella contea di Anglesey.  Il solo villaggio conta una popolazione di circa 1 400 abitanti, mentre l'intera community conta una popolazione di circa 1 500 abitanti.

## Geografia fisica
Trearddur si trova lungo la costa sud-occidentale di Holy Island, a sud del promontorio di South Stack, e ad alcune miglia a sud del centro principale dell'isola, Holyhead.
Il villaggio occupa un'area di 1,445 km², mentre l'intera community occupa un'area di 18,95 km².

## Origini del nome
Il toponimo gallese Trearddur significa letteralmente "città di Arthur".

## Storia
Secondo la leggenda, nel V secolo sarebbe giunto a Trearddur dall'Irlanda San Ffraid, in onore del quale la popolazione locale avrebbe eretto una chiesa in legno sulla spiaggia.
Nel febbraio 2011, Trearddur fu il luogo dove Kate Middleton e il principe William del Galles parteciparono per la prima volta come coppia di fidanzati a un evento pubblico.

## Monumenti e luoghi d'interesse

### Architetture religiose

#### Chiesa di San Ffraid
Principale edificio religioso di Trearddur è la chiesa dedicata a San Fraid, realizzata nel 1931 su progetto dell'architetto John Jones.

### Aree naturali
La spiaggia di Trearddur figura tra le spiagge della contea di Anglesey contrassegnate con la bandiera blu.
Con la bassa marea, la spiaggia di Trearddur ha rivelato l'esistenza in precedenza di una foresta sommersa risalente all'Età della pietra.

## Società

### Evoluzione demografica

#### Villaggio
Al censimento del 2021, il villaggio di Trearddur contava 1 414 abitanti, in maggioranza (727) di sesso femminile.
La popolazione al di sotto dei 15 anni era pari a 133 unità (di cui 75 erano i bambini al di sotto dei 10 anni), mentre la popolazione dai 65 anni in su era pari a 561 unità (di cui 165 erano le persone dagli 80 anni in su).
Il villaggio ha conosciuto un decremento demografico rispetto al 2011, quando la popolazione censita era pari a 1 537 unità, e al 2001, quando la popolazione censita era pari a 1 713 unità.

#### Community
Al censimento del 2021, la community di Trearddur contava 1 535 abitanti, in maggioranza (783) di sesso femminile.
La popolazione al di sotto dei 15 anni era pari a 146 unità (di cui 81erano i bambini al di sotto dei 10 anni), mentre la popolazione dai 65 anni in su era pari a 590 unità (di cui 170 erano le persone dagli 80 anni in su).
La comunità ha conosciuto un decremento demografico rispetto al 2011, quando la popolazione censita era pari a 1 686 unità, e al 2001, quando la popolazione censita era pari a 1 858 unità.

## Sport
La squadra di calcio locale era il Trearddur Bay United Football Club.